# Orphans (Coldplay)
"Orphans" is een nummer van de Britse rockband Coldplay die op hun achtste studioalbum Everyday Life staat. Het nummer werd, samen met "Arabesque", op 24 oktober 2019 uitgebracht als single. Het staat op de tweede kant van Everyday Life, dat de titel Sunset draagt. Het nummer is geschreven door de bandleden en Moses Martin, de zoon van zanger Chris Martin, en geproduceerd door The Dream Team.

## Achtergrond
Coldplay kondigde op 24 oktober 2019 de release van de nummers "Orphans" en "Arabesque" als een dubbele single. Dit was de eerste single van het album Everyday Life. Op de dag van de release plaatste de band een timer op hun website, die aftelde naar het moment waarop de nummers zouden worden uitgebracht.
"Orphans" was een van de laatste nummers die werd opgenomen voor het album Everyday Life.

## Videoclip
De videoclip voor het nummer ging op 25 oktober 2019 in première. De videoclip laat zien hoe de band het nummer van het begin af aan heeft ontwikkeld en bevat een spraakmemo van Chris Martin. 